# Gustav Fechner
Gustav Theodor Fechner (álneve Dr. Mises; Groß Särchen, 1801. április 19. – Lipcse, 1887. november 18.) német fizikus és természetfilozófus. Élete kései éveiben a teljes univerzum lelkiesítését képviselte, és ezáltal a pánpszichizmus (világlélek) világnézet egyik legfontosabb képviselője.

## Életútja
A család 1815-ben Gross-Särchenből Drezdába költözött. Fechner ott az evangélikus iskolát látogatta, de másfél év után ezekkel a szavakkal bocsátották el: „El kell hagynia az iskolát, nálunk már semmi újat nem tanulhat.“ Ily módon tizenhat évesen beiratkozott a lipcsei egyetemre mint orvostanhallgató. Fiziológiát hallgatott Ernst Heinrich Webernél és algebrát Carl Brandan Mollweidenél, egyébként messzemenően autodidakta maradt, és Lorenz Oken természetfilozófiájáért lelkesedett. 1819-ben megszerezte a BA , 1823-ban az MA diplomát, majd magándocens lett.

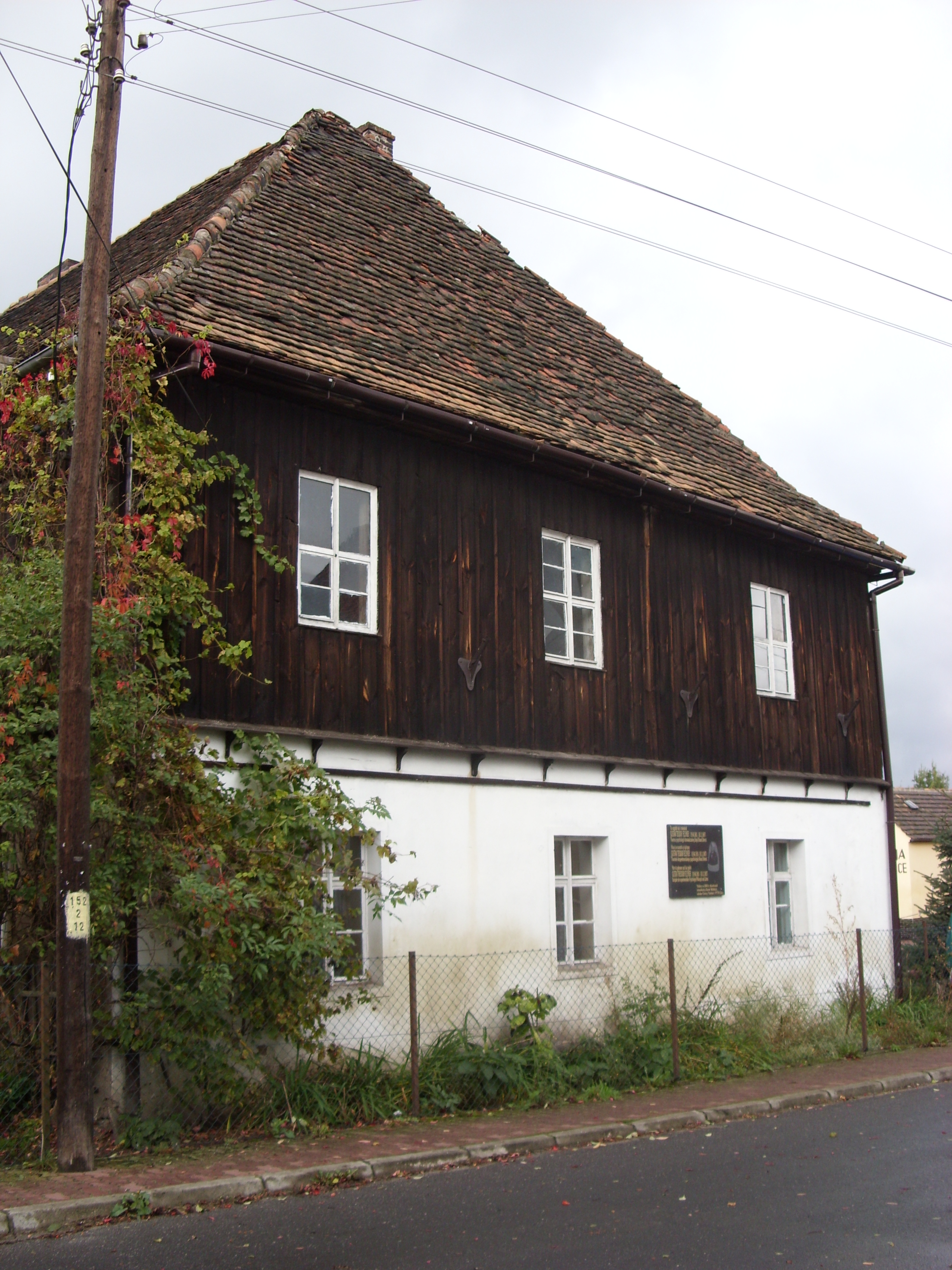
Fechner szülőháza

Az orvosi hivatáshoz nem érezte magát elég tehetségesnek, különösen, ahogy saját maga írja, tanulmányai gyakorlati része fosztotta meg teljesen önbizalmától és attól, hogy efelé hajoljon. Annak ellenére, hogy orvosi vizsgáját letette, irodalmi munkákkal kereste kenyerét. 1824-től kezdve lefordította az akkor vezető fizikai és vegyészeti tankönyveket Jean-Baptiste Biot illetve Louis Jacques Thénard szerzőktől. 1828-ban rendkívüli professzorrá nevezték ki. 1833-ban Fechner feleségül vette Clara Volkmannt.
1834-ben a fizika rendes tanára lett a Lipcsei Egyetemen. 1835-ben az újonnan megnyílt Fizikai Intézet igazgatója lett, mely ma már egyike a legrégebbieknek Németországban. 1839-ben egészségi okokból fel kellett adnia fizikaprofesszori állását, mivel kimerítő kísérletei, melyeket a galvanizálás és a fiziológiai optika terén végzett, szembántalmakhoz vezettek, és csaknem megvakult. Ezt követően Fechner a fizika filozófiai megalapozásával foglalkozott. Fechner a szerzője az ismert nyolckötetes Házi lexikonnak (Das Hauslexikon) is, melyet 1834-től adott ki. 1843-ban a természetfilozófia és antropológia professzora lett a Lipcsei Egyetemen. Ezt a tisztségét haláláig megtartotta.
1846-ban Fechner egyik alapítója volt a Lipcsei Királyi Szász Tudományos Társaságnak. 
Fechner a pszichofizika alapítójának számít, mely az objektum, a fizikai inger és az érzékszervi ingerület (percepció) közti összefüggésekkel foglalkozik. Az 1855-ben megjelent Atomtan című műve az atommisztikát hozzásegítette az áttöréshez.

## Az esztétika előiskolája
1876-ban megjelentette az Esztétika előiskolája (Vorschule der Ästhetik) című könyvét, melyre nem csak leírásainak precizitása volt jellemző. Máig kihatóan befolyásolta az esztétikát az empirikus kiindulás, vagyis az egyedi jelenségről az általánosra való (azaz az „alulról induló“, vagyis induktív) következtetés bevezetésével, ahelyett, hogy az általánostól („felülről indulóan“, vagyis deduktívan) haladna az egyedi (különös) felé. Fechner ily módon a kísérleti esztétikát alapította meg. Arra irányuló kísérlete ugyan, hogy az esztétikai érzékelés általános érvényű törvényét megfogalmazza, sikertelen maradt, azonban egy sor szabályosságot állapított meg, és ezeket alapelvekhez rendelte hozzá. A tetszés az örömérzéssel, a nemtetszés a kedvetlenség érzésével került azonos szintre. Különbséget tesz a „szép“ (mint olyan között, mely pillanatnyilag pozitív örömszerzési hozadékkal jár) valamint a „jó“ között (melynek hosszú távon van pozitív örömszerzési hozadéka). Ily módon egy ház lehet „jó“ (mivel szilárdan építették meg és hosszú éveken át biztos lakhelyet nyújt) és ennek ellenére „csúnya“ (a „szép“ ellentéteként), vagy pedig lehet „szép“ is (mert jó ránézni), de ennek ellenére „rossz“ (mert nem nagyon tartós). Fechner néhány elve:

### Az esztétikai küszöb elve
„Valaminek mind az erősséget, mind minőséget illetően figyelemreméltónak kell lennie ahhoz, hogy felé forduljunk.“
A belső és a külső küszöb egymástól függ: Minél magasabb a belső küszöb, annál erősebbnek kell lennie a külső ingernek, hogy észrevehető legyen. A reklámnak vagy nagynak, vagy tartalmát tekintve érdekesnek kell lennie, hogy mellette elhaladva egyáltalán figyelemre méltassam. Minél érdekesebb a tartalom, annál kisebb lehet a felület, és ennek ellenére mégis észrevesszük.

### A különbözési küszöb elve
Két inger közt a különbséget, például színek vagy hangok esetén, csak akkor ismerjük fel, ha a különbség a két inger között egy alapértéket, az úgynevezett különbözési küszöböt meghaladja. Megkülönböztethetünk abszolút és relatív különbözési küszöböt, ez a következtetés a Fechner–Weber-féle pszichofizikai törvény része lett.

### Az esztétikai segítség elve
Amennyiben tetszést okozó apróságok egybeesnek, akkor az abból eredő tetszésokozás (tetszetősség) nagyobb, mint az egyes részek tetszés-okozása (tetszetőssége). Egy táj például önmagában is szép, de ha még hozzá az idő is szép, továbbá az ember jó társaságban van, egy ízletes étkezés után, akkor a világ „tökéletes“, „rendben van“, tehát az eredmény jobb, mint az egyes helyzetek eredménye önmagában. Azon dolgokat illetően, melyek nemtetszést váltanak ki, ugyanez a szabály érvényes. Ilyen utóbbi helyzetek azonban kevésbé gyakoriak, mivel a nemtetszést kiváltó helyzeteket lehetőség szerint azonnal megszüntetjük, még mielőtt összeadódnának. Előfordulhat, hogy szakadó esőben tönkremegy a kerék, és az ember egy bemutatóra későn érkezik. Az eredő nemtetszés mindenesetre nagyobb, mint amilyet a szituáció egyes elemei önmagukban kiváltanak.

### A sokszínűség egységes összekapcsolásának elve
Az embernek veleszületett igénye a változatosság iránti igény. A változásnak azonban valamihez kötődnie kell, azzal egységet kell mutatnia. Minél tovább foglalkozunk egy tárggyal, annál nagyobbnak kell lennie sokszínűségének ahhoz, hogy ne legyen unalmas. Az olyan sokszínűséget, melyből hiányzik az egység, kaotikusnak érezzük.  Az egyes részek egymáshoz való viszonya nagyon egyszerű is lehet (mint a körben, ahol minden rész teljesen azonosan egy másik részhez viszonyul), lehet azonban nagyon összetett is. Az azonos forma egyedi (vagy teljes) megszüntetése a legerősebb zavar, egy folt a fehér ruhán megszakítja a teljes fehérséget. A szabályos megszakítás, szabályossága révén, a megszakítás zavaró voltát kiegyenlítheti, vagy pedig meg is haladhatja. Ezért a legtöbb ember az összetett mintákat előnyben részesíti az üres felületekkel szemben. Minél változatosabb egy dolog, annál erősebb lesz az esztétikai érzés, feltéve, ha egységet fogunk fel. Amennyiben az egység hiányzik, káoszt látunk, amiben nem igazodunk ki. Minél nagyobb a szellemi képesség arra, hogy komplex dolgokat érzékeljünk és dolgozzunk fel, annál jobban vágyakozunk ezekre, és annál gyorsabban lép fel az unalom érzése az egyszerű alakzatoknál, képmásoknál.

### Az ellentmondás nélküliség, összhang vagy igazság elve
Amennyiben összhangot érzünk akkor az mindig a tetszés (öröm) értelmében történik, az ellentmondás mindig nemtetszés értelmű.  Az ellentmondás azonban nem azt jelenti, hogy itt valami fekete és máshol fehér, hanem azt, hogy (hibás) végkövetkeztetés miatt valami egyszerre fekete és ugyanakkor fehér. A tetszés annál nagyobb, minél meglepőbb módon jön létre az összhang, illetve minél inkább számítottunk ellentmondásra. Belső igazságnak az elképzelések olyan összefüggő körét nevezzük, melyekben nem lelhető fel ellentmondás. A külső igazság olyan elképzelés, mely a felfogott, érzékelt valósággal nem áll ellentétben.  Belső igazságnak az igazságok olyan összefüggő körét nevezzük, melyekben nem lelhető fel ellentmondás. Az igazság mindig tetszés (öröm) értelmű, mert éppúgy „szép“ mint ahogyan „jó“ is.

### Az esztétikai asszociáció elve
„Egy narancsot szebbnek találunk, mint egy hasonlónak befestett fagolyót“ – így indokolja Fechner az esztétikai asszociáció elvét.
A fizikai szem talán a hasonlóságot fogja fel, azonban a lelki szemünk a narancsban többet lát, a frissítő ízt, de még a származás helyét, és a származási helyre és kultúrájára vonatkozó elképzeléseit (nap, napfény, tenger, nyaralás, szívélyes emberek stb.).
Az, amit a fizikai szem felfog (a közvetlen benyomás) mindeközben összhangban is lehet, de ellentétben is állhat a asszociáltakkal. Minél idősebb és tapasztaltabb egy ember, annál inkább afelé hajlik, hogy az emlékek (asszociációk) a tulajdonképpeni tapasztalatokra rakódjanak. A fiatal emberek ezzel szemben sokkal inkább befolyásolhatóak.
A már összegyűjtött tapasztalatok asszociációs szempontból is elvárásokat támasztanak az új dolgokkal szemben. Amennyiben ezek az elvárások teljesülnek, az összhang érzése jön létre. Amennyiben az elvárások nem teljesülnek, akkor nemtetszést érzünk.
Az „érzések“ gyors, tudatlan asszociációk, melyeknél a tapasztalat az emlékezetből már eltűnt, azonban az asszociált érzés eredménye megmaradt.

### Közvetlen tényezők és asszociatív tényezők
Fechner szerint az esztétikai érzés számára egyaránt alapvetően fontosak mind a közvetlen tényezők (a képzőművészetben tehát a szín, a világosság, az arányok, stb.), mind pedig asz asszociatív tényezők (a képek tartalma, illetve jelentése).
Különböző kísérleteket végeztek el ettől az időtől kezdve, hogy tisztázzák az összefüggéseket az egység és sokféleség, ill. a rend és az összetettség között. Az új kísérletek ezeket a viszonyokat a képzőművészeten és a zenében vizsgálják.
Így például Dietrich Dörner az esztétikai érzést a „redukció és meghatározatlanság“ alapvető szükségletén keresztül vizsgálja.

## Munkásságának fő eredményei
Modern, egzakt kutatásokat végzett természettudományos munkái mellett a filozófia területén is (Gedanke der Beseelung des Alls), valamint az esztétika pszichológiai megalapozásában (Vorschule der Ästhetik, 1876). Fontos szerepet játszott a pszichofizika kialakulásában, E.H. Weberrel együtt alkották meg Fechner–Weber-féle pszichofizikai törvényt
Matematikai formulák alkalmazásával támasztotta alá objektív módon Ernst Heinrich Weber elképzeléseit, így méltán tekinthetjük őt is a kísérleti lélektan egyik megalapítójának. Az érzékelés és az azt felidéző inger közötti összefüggést tanulmányozva bukkant rá a megoldásra, mely szerint minél erősebb az érzékelést kiváltó inger, annál nagyobbnak kell lennie az inger növekedésének, hogy az érzékelés változása észrevehető legyen. Fechner ezzel a felismeréssel véget vetett a spekulatív elgondolásoknak és bevezette mérést.

## Kötetei
Kötetei fellelhetők a német közkönyvtárakban, a magyar közkönyvtárakban is Fechner számos eredeti német nyelvű kötete áll az érdeklődők rendelkezésére.

## Méltatás
1873-ban Fechner az orvostudományok díszdoktora címet kapta meg. 1884-ben Lipcse tiszteletbeli polgára lett. 1897-ben emlékművet állítottak tiszteletére Lipcsében. 1900-tól Lipcse Gohlis városrészében utcát neveztek el róla (Fechnerstraße), hasonló utcanevek vannak Drezda-Kaditzban és Berlin-Wilmersdorfban.
Lakóházán emléktábla található. 1990-ben Lipcsében megalapították a Gustav Theodor Fechner Társaságot, mely Fechner életével és munkásságával foglalkozik.

## Lásd még
- Pszichometria
- 11041 Fechner